# Paule-Andrée Cassidy
Pour les articles homonymes, voir Cassidy.
 (septembre 2022).
Si vous disposez d'ouvrages ou d'articles de référence ou si vous connaissez des sites web de qualité traitant du thème abordé ici, merci de compléter l'article en donnant les références utiles à sa vérifiabilité et en les liant à la section « Notes et références ».
Paule-Andrée Cassidy est une chanteuse québécoise, autrice-compositrice-interprète. Elle est la sœur d'Anne-Marie Cassidy, violoncelliste.
Elle a été récompensée en 2002 du Grand prix du disque de l'Académie Charles-Cros, en catégorie « Nouveau Talent », pour son album Lever du Jour.
Elle a fait beaucoup de tournées à l’étranger : France, Suisse, Belgique, Allemagne, Espagne, Roumanie, États-Unis, Russie, Uruguay, Paraguay et Argentine (elle chante aussi en langue espagnole). De plus, elle est metteuse en scène auprès de jeunes artistes.
Elle a commencé sa vie d’artiste avec un passage au Conservatoire d’art dramatique de Québec en 1994, et par la suite se consacre à la chanson, bien qu’elle n’ait pas abandonné entièrement sa carrière d’actrice.
En 1995 elle sort son premier album : La Voix actée. En 1997 elle obtient sa première bourse du Conseil des Arts et des Lettres du Québec et en 1998 elle entreprend sa première tournée en Europe francophone. En 1999 elle fait un deuxième album : Méli-Mélodies consacré aux chansons de Boby Lapointe
En 2002 elle sort son troisième album intitulé Lever du jour, collection qui a reçu le Grand prix du disque de l’Académie Charles Cros et le prix du Haut Conseil de la Francophonie. Elle fait aussi la première partie de Gilles Vigneault dans le cadre d'une tournée européenne. En 2003 elle obtient le prix Galaxie aux rencontres d’automne du ROSEQ (Réseau des Organisateurs de Spectacles de l'Est du Québec).
En 2006, elle sort l'album Métis sur lequel elle peut compter sur les collaborations de Reggie Brassard, du groupe Les Charbonniers de l'enfer, d'Yves Desrosiers, de Bïa et de sa fille Lou-Adriane Cassidy, fille de Serge Lacasse, professeur de musique à l'Université Laval.
En 2008 elle sort l'album Pieds nus, enregistré en public au Palais Montcalm.
En 2014, elle sort deux albums : Libre échange,  où ses chansons sont interprétées et arrangées avec des influences du tango et où elle reprend une pièce d'Horacio Ferrer et Astor Piazolla, et Vingt ans, des chansons enregistrées sur plusieurs années. La même année, elle gagne le prix de Rayonnement international décerné par le Conseil de la Culture et le prix Jacques-Douai.
En 2019, avec Vincent Gagnon, elle présente le projet Chansons chuchotées une expérience pour 15 interprètes et autant de spectateurs avec Sonia Brochet, Émilie Clepper, Nicolas Gemus, Flavia Nascimento, Danya Ortman, Gab Paquet, Juste Robert, Patric Saucier, Lily Thibodeau, Lousnak, Jérome Casabon, Ariane Roy, Mike Paul et Benoît Fortier.
Le répertoire de Paule-Andrée Cassidy inclut des chansons créées par Marie-Christine Lê-Huu, Daniel Normand, Sophie Anctil, Tomás Jensen, Julie Fradette, Stéphane Robitaille et Nelson Minville.
En 2011 elle interprète le rôle de Véronique St-Amant, une chanteuse transgenre, dans la deuxième saison de la télé série « Chabotte et fille », diffusée par Télé-Québec.

## Discographie
- La Voix actée (1995)
- Méli-mélodies (1999)
- Lever du jour (2002)
- Métis (2006)
- Pieds nus (2008)
- Libre échange (2014)
- Vingt ans (2014)

## Participation
- 2002 : Boby Tutti-Frutti - L'Hommage Délicieux À Boby Lapointe - Reprise de Meli-mélodie

## Rôles à la télévision
2011 Véronique St-Amand, "Chabotte et fille" (Télé-Québec)

## Sources
- Québec info musique
- Notes biographiques
- « Paule-Andrée Cassidy: une année prolifique », sur Le Soleil, Québec, 16 août 2015 (consulté le 7 mars 2023)